# گروه اورگرین
گروه اورگرین (انگلیسی: Evergreen Group) شرکت ترابری تایوانی است، که در سال ۱۹۶۸ تأسیس شد.